# Agar entérico de Hektoen

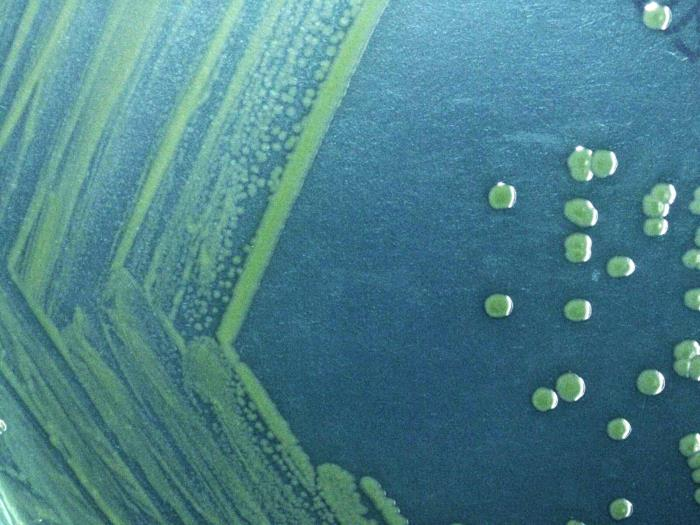
Cultivo de 48 horas de la Bacteria Gram negativa Shingella sonnei en agar entérico de Heketoen (HEK).

El agar entérico de Hektoen (también conocido como HEK, HE o HEA, por sus siglas en inglés) es un medio de cultivo selectivo y diferencial usado principalmente para aislar Salmonella y Shigella de muestras de heces. Contiene indicadores de fermentación de lactosa y producción ácido sulfhídrico, así como inhibidores que previenen el crecimiento de bacterias grampositivas. Debe su nombre al Instituto Hektoen de Chicago, donde fue desarrollado.

## Uso
El uso principal del agar entérico de Hektoen es discriminar entre Shigella y Salmonella. Si bien muchas otras especies pueden crecer en las placas, no se discrimina entre ellas. El agar entérico de Hektoen usa una prueba metabólica para dividir a las colonias en tres grupos: Salmonella, Shigella, y todas las demás que puedan crecer en la placa. Al usar este medio se asume que no se está interesado en otros patógenos entéricos como Klebsiella o Escherichia.
Las placas contienen varios glúcidos (lactosa, sacarosa, y salicina, ninguno de los cuales puede ser utilizado por Shigella ni Salmonella. También contiene peptona,que puede ser utilizada como fuente de carbono. Como la mayoría de las bacterias pueden usar los glúcidos, lo hacen de manera preferencial antes que la peptona. Esto acidifica el medio, virando el indicador de pH a amarillo o rojo. El metabolismo de la peptona por parte de Shigella y Salmonella alcaliniza el medio, virando el indicador de pH a azul.
La presencia de tiosulfato o citrato de amonio férrico en el medio produce un precipitado negro en presencia de H2S, permitiendo diferenciar a las colonias de Shigella – que no producen H2S – de las de Salmonella – que sí producen ácido sulfhídrico y se muestran como colonias negras.
Aparte de Salmonella, existen otras pocas bacterias reductoras de azufre que pueden ser aisladas del intestino. La mayoría de ellas son inhibidas en el agar entérico de Hektoen por las sales biliares del medio. Por tanto encontrar una colonia negra que no sea de Salmonella es extrememadamente inusual, pero se han dado algunos casos. Algunas de ellas pueden aparecer como colonias amarillas o rojas con centro negro, lo que nos indicaría que fermentan los glúcidos del medio y por lo tanto no son Salmonella. Sin embargo algunas cepas poco comunes de Salmonella son capaces de fermentar lactosa, por lo que aparecerían con dicho aspecto.